# قاسم أباد كوتشك
قاسم‌ أباد كوتشك هي قرية في مقاطعة نظر أباد، إيران. عدد سكان هذه القرية هو 1,275 في سنة 2006.